# Хонкасало (остров)
Хонкасало (фин. Honkasalo — honka — «сосна» + salo — «лесная глушь») — остров в северной части Ладожского озера, относится к Ладожским шхерам. Находится на территории Сортавальского района Республики Карелия России. Размеры острова 5 x 1 км.
Остров известен из-за расположенной на нём горы Вахтимяки высотой 80 м, с которой открывается великолепный обзорный вид на шхеры и открытую Ладогу, благодаря чему известен также как «Крыша Ладоги». На Хонкасало есть два озерца болотного типа.

## История
В древности гора Вахтимяки выполняла функцию сторожевого поста.
В южной части острова сохранились остатки взорванных финских военных сооружений.
На рубеже XX—XXI веков в рамках одного из малых проектов программы ТАСИС в сортавальском районе в бухтах и на островах было построено около дюжины оборудованных стоянок для туристских групп. На юге Хонкасало тасисовских стоянок целых две. Первая, на пляже, оказалась слишком открытой, поэтому рядом, в закрытой бухте, построили вторую стоянку — на плоских камнях.